# Агилера, Жаклин
Жаклин Мария Агилера Маркано (род. 17 ноября 1976, Валенсия) — венесуэльская фотомодель и королева красоты, которая стала пятой женщиной из Венесуэлы, получившей корону Мисс Мира. 

## Биография
Жаклин Агилера родилась 17 ноября 1976 года в венесуэльском городе Валенсия на севере страны.
В 1995 году она участвовала в Top Model of the World, проходившем в Москве, где стала первой обладательницей этого титула в истории Венесуэлы.
В том же году Агилера участвовала в национальном конкурсе красоты своей страны как Мисс Нуэва Эспарта, получив титул Мисс Венесуэла и право представлять свою страну на Мисс Мира 1995.
На конкурсе «Мисс Мира» 18 ноября 1995 года в Сан-Сити, Южная Африка, она выиграла корону как 45-я Мисс Мира, а также награду «Фотогеничность». Бывшая Мисс Мира 1994 года индианка Айшвария Рай передала свою корону Агилере на конкурсе Мисс Мира 1995 после того, как она год носила этот почётный титул.
В настоящее время Жаклин Мария Агилера Маркано управляет модельным агентством в Венесуэле и живет на острове Маргарита.